# فرناندو بوستامانته هورتا
فرناندو بوستامانته هورتا (انگلیسی: Fernando Bustamante Huerta؛ زادهٔ ۱۷ ژانویهٔ ۱۹۴۰) از اهالی کسب‌وکار اهل شیلی است. او یک مشاور و سیاستمدار سوسیالیست بود و رابطه نزدیکی با سالوادور آلنده و ریکاردو لاگوس رئیس‌جمهور شیلی داشت.

## پیشینه
هورتا تحصیلاتش را در یک مؤسسه تبلیغاتی به نام لیسئو خوزه ویکتورینو لاستاریا در پایتخت شیلی گذراند. او هنگامی که خیلی جوان بود به استخدام کمپانی رویال داچ شل درآمد؛ و تا یازده سال بعد به همکاری‌اش بااین کمپانی ادامه داد. در همین دوره بود که وی کار ممیزی و حسابداری می‌کرد و همزمان تحصیلات خود را در شیفت‌های غروب در دانشگاه شیلی به پایان رساند.
او در سال ۱۹۷۰ کمپانی را ترک کرد. سپس در آغاز حکومت رئیس‌جمهور سوسیالیست سالوادور آلنده او را به عنوان یکی از تکنسین‌های واجد شرایط در حزب سوسیالیست معرفی کرد.

## کودتا
هنگامی که در ۱۱ سپتامبر ۱۹۷۳ کودتا شد، برغم اینکه ریکاردو دستگیر و شکنجه شد اما از خروج از شیلی پرهیز کرد. مثل آنزمان که به‌طور داوطلبانه طرح رانتانگوا را در منطقه مرکزی اعلام کرد؛ و بعد از او را مجبور کردند تا به تمرین را روزانه انجام دهد. طی دوران دیکتاتوری نظامی شیلی (۹۰-۱۹۷۳) طی یک ترم تحصیلی درس‌هایی را از جمله مدیریت مالیات و مدیریت کسب و کار را در دانشگاه شیلی گذراند؛ و همزمان کار مشاوره‌ای خود را بخش‌های مختلف و شرکت‌ها ادامه داد و در فرصت‌هایی به سهامدار تبدیل شد، مانند شرکت در اتاق چای کوپلیا در پایتخت (او این کار را در سال ۱۹۹۸ کنار گذاشت).
ریکاردو لاگوس که رئیس‌جمهور شیلی از سال ۲۰۰۰ تا ۲۰۰۶بود، هنگامی که در دهه هشتاد از تبعیدگاه خود به شیلی بازگشت با فرناندو آشنا شد؛ و این دو روابطشان آنقدر مستحکم شد که به دو دوست صمیمی و تأثیرگذار یکدیگر تبدیل شدند.
فرناندو متعاقباً به کارزار سیاسی ریکاردو لاگوس پیوست و مدیریت کمپین رقابتهای مقدماتی ریاست‌جمهوری شیلی ۱۹۹۹ را برعهده گرفت. ریکاردو لاگوس را در مدیریت مترو لاین ۴ سانتیاگو منصوب کردو بعدها او مدیر شرکت تلفن شیلی شد.
پس از روی کار آمدن دولت میچل باچله شرکت تلفن تومیک بیاس را ترک کرد و به بخش خصوصی پیوست و به عنوان یک کارآفرین و مشاور به کارش ادامه داد.